# Базис
Базис на дадено линейно пространство е система, състояща се от линейно независими вектори, такива че всеки елемент на линейното пространство се представя като тяхна линейна комбинация. Броят на елементите на базиса се нарича размерност на линейното пространство. Определението за размерност е коректно, тъй като всеки два базиса на линейно пространство имат равен брой вектори. Ако базисът е съставен от безброй много вектори, то казваме, че пространството е безкрайномерно.
Примери за базиси:
- Нека {\displaystyle \mathbb {R} ^{2}} е векторното пространство от всички координати {\displaystyle (a,b)}, такива че {\displaystyle a} и {\displaystyle b} са реални числа. Тогава естествен начин за дефиниране на базис в пространството е изборът на двойката вектори {\displaystyle e_{1}=(1,0)} и {\displaystyle e_{2}=(0,1)}. Тогава произволен вектор {\displaystyle v=(a,b)} от {\displaystyle \mathbb {R} ^{2}} може да се представи като линейна комбинация от елементите на базиса, т.е. {\displaystyle v=a(1,0)+b(0,1)}. Всеки два линейно независими вектора могат да играят ролята на базис на пространството (без значение ъгъла, който сключват, и дължините им), например (1,1) и (−1,2) също формират базис в {\displaystyle \mathbb {R} ^{2}}.
- Нека {\displaystyle \mathbb {R} [x]} означава векторното пространство на полиномите с реални коефициенти. Тогава базис на {\displaystyle \mathbb {R} [x]} е {\displaystyle (1,x,x^{2},...)}. Това линейно пространство е безкрайномерно.